# Dendrobium tozerense
Dendrobium tozerense là một loài thực vật có hoa trong họ Lan. Loài này được Lavarack mô tả khoa học đầu tiên năm 1977.